# Artifices (sport hippique)
Pour les articles homonymes, voir Artifice.

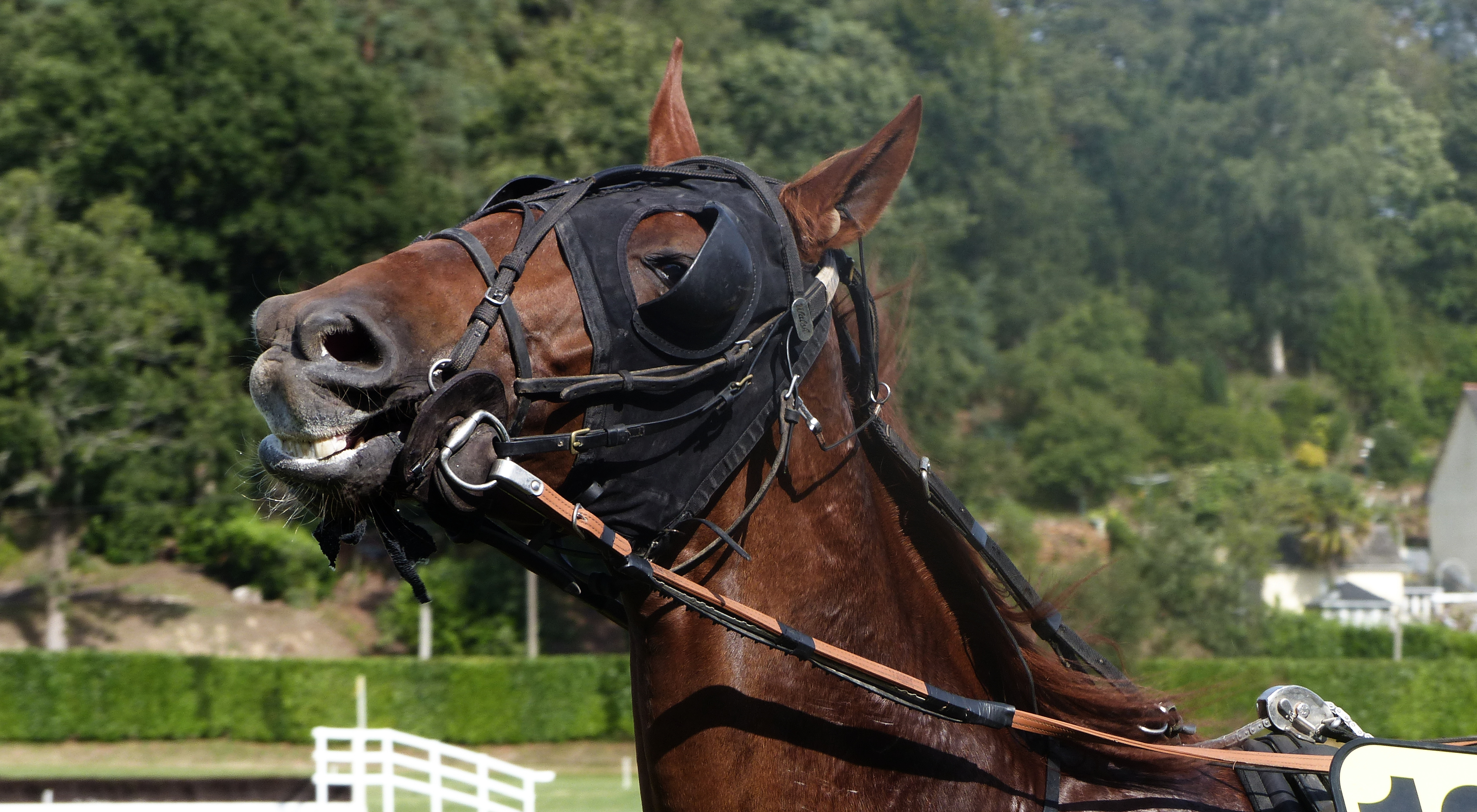
Différents artifices sur un trotteur français attelé : enrênement supérieur, attache de langue, bouchons d'oreilles et rêne à piquants.

Les artifices (le mot est toujours employé au pluriel) sont des dispositifs de contrôle et de correction du cheval de course en sport hippique, plus ou moins légaux, qui viennent se surajouter au matériel hippique classique, constitué notamment de la bride, du mors et des rênes. La plupart sont employés en trot attelé, en raison de la problématique qui consiste à empêcher le cheval de prendre le galop. 
Ces artifices comprennent des moyens de contrôle tels que l'attache de la langue, les mors et les rênes à piquants ; des moyens de correction de l'attitude du cheval tels que l'enrênement supérieur, la barre de tête, l'anti-encapuchonneur et la martingale, et des moyens d'accélération finale tels qu’œillères et bouchons d'oreilles mobiles. Certains de ces dispositifs sont interdits, notamment en France, et font polémique pour des raisons éthiques, en raison de leur inadéquation avec la recherche du bien-être du cheval.

## Histoire et contexte
D'après Homéric, l'usage des artifices est étroitement lié à la comparaison des chevaux de course à un engin mécanique par leurs entraîneurs, qui emploient un vocabulaire issu de la Formule 1. D'après lui, « le niveau de compétition est devenu si pointu que le commun des trotteurs a besoin d'un enrênement spécifique pour corriger sa morphologie et l'aider (ou le forcer, c'est selon le point de vue) à allonger au maximum ses battues. Cet enrênement s'ajoute à celui universel que sont la bride, le mors et les guides ».
De fait, la plupart des artifices sont spécifiques aux courses de trot (poids, enrênement supérieur...), et surtout utilisés à l'entraînement. Les entraîneurs en course de galop n'ont pas l'usage d'artifices visant à contrôler les allures du cheval. Depuis les années 1970 et 1980 cependant, les artifices se raréfient en trot.

## Liste des artifices

### Attache de langue

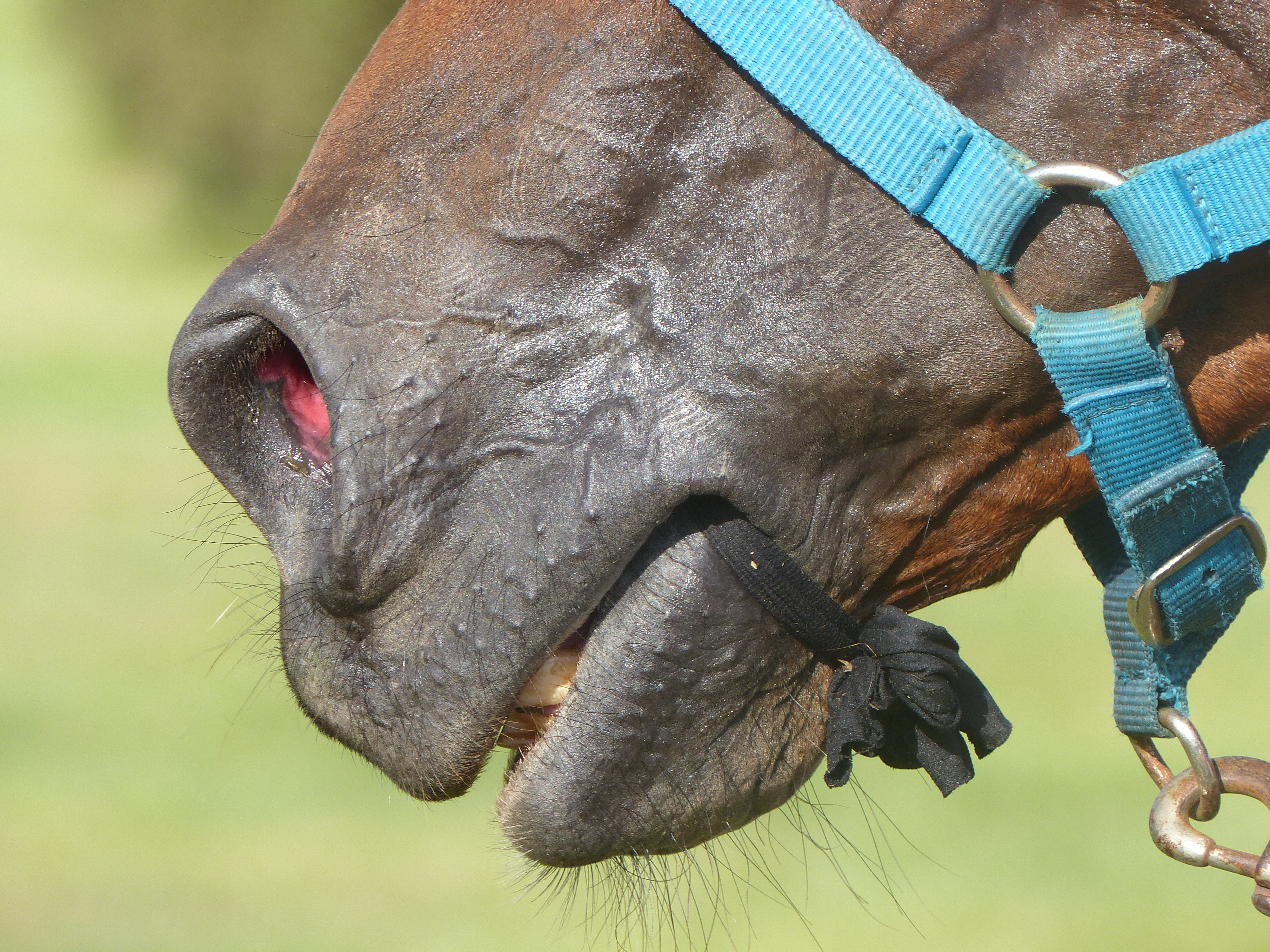
Attache de langue d'un galopeur.

La langue du cheval peut être attachée avant une course, de manière à éviter qu'il puisse se soustraire à l'action du mors. Une croyance très répandue qui voudrait que cela facilite sa respiration n'est pas soutenue par les analyses scientifiques,,. 
De plus, l'attache de la langue entraîne des blessures chez les chevaux : plus de la moitié des utilisateurs interrogés par l'équipe scientifique de Dominic Weller témoignent d'un changement dans la couleur de la langue du cheval, 8,6 % ont constaté des coupures sur la langue, 2,9 % témoignent que les nerfs du cheval ont été irrémédiablement endommagés.

### Bouchons d'oreilles
Les chevaux de course peuvent porter des bouchons d'oreille, fixes ou mobiles. Ces bouchons, généralement en liège, sont placés dans les oreilles du cheval et peuvent être reliés à une cordelette : en tirant sur la cordelette, le driver peut les ôter à tout moment. Ces bouchons sont généralement ôtés peu avant la ligne d'arrivée, le bruit soudain perçu par le cheval le faisant accélérer.

### Œillères pivotantes

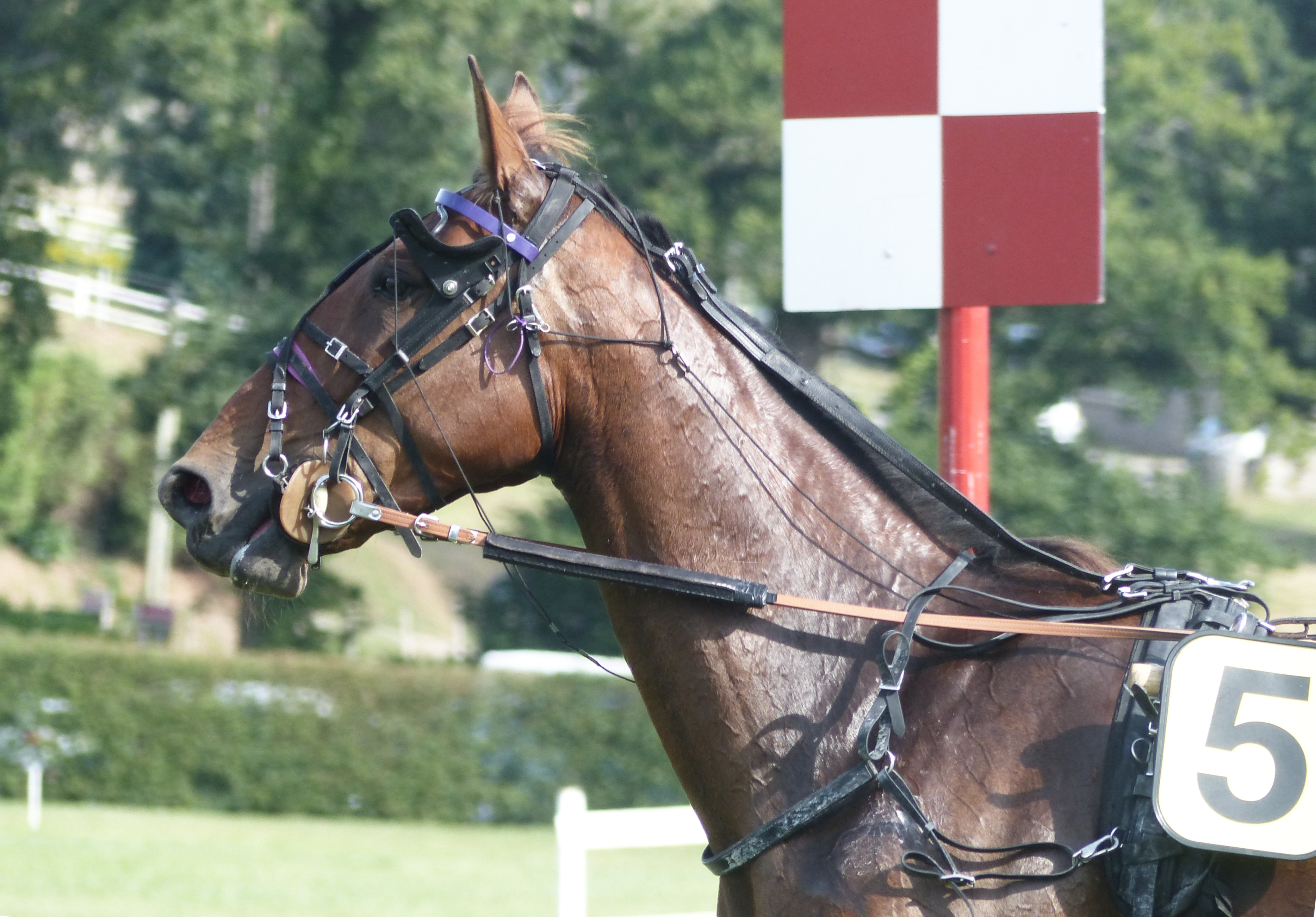
Œillères pivotantes et bouchons d'oreille mobiles sur une jument Trotteur français.

Les œillères pivotantes, ou coulissantes, fonctionnent sur le même principe que les bouchons d'oreille, et peuvent être particulièrement efficaces sur des chevaux habitués aux œillères fixes.

### Enrênement supérieur et martingale

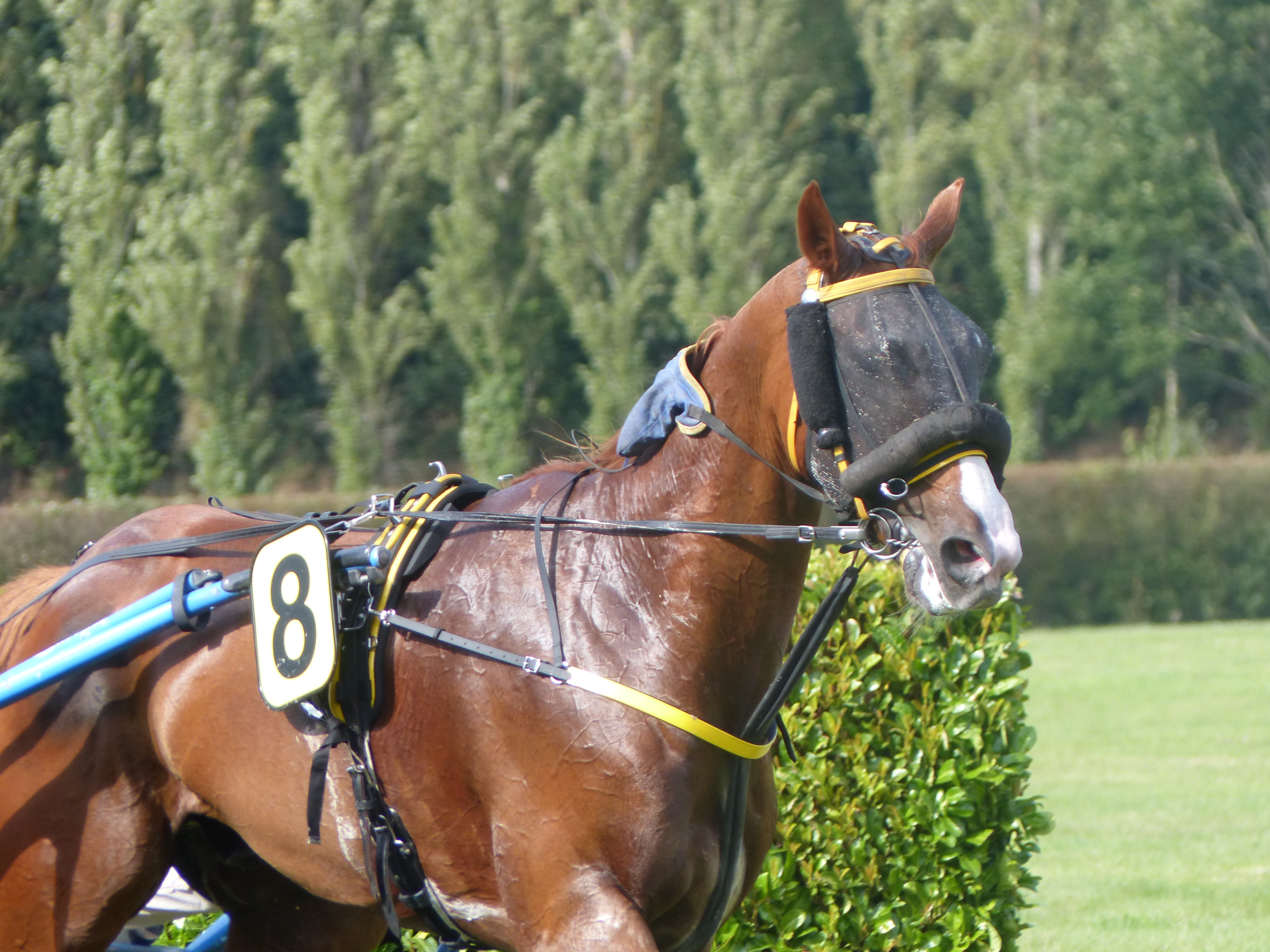
Martingale sur un trotteur français.

En France, les trotteurs attelés portent généralement un enrênement supérieur dans le but de leur garder la tête haute, d'allonger leur foulée, et d'éviter qu'ils prennent le galop,. Si le cheval place la tête trop haut (« se pointe »), il est possible d'y ajouter une martingale. La martingale est également utilisée pour gérer les trotteurs qui « encensent » (laissent osciller leur encolure de haut en bas).

### Barre de tête

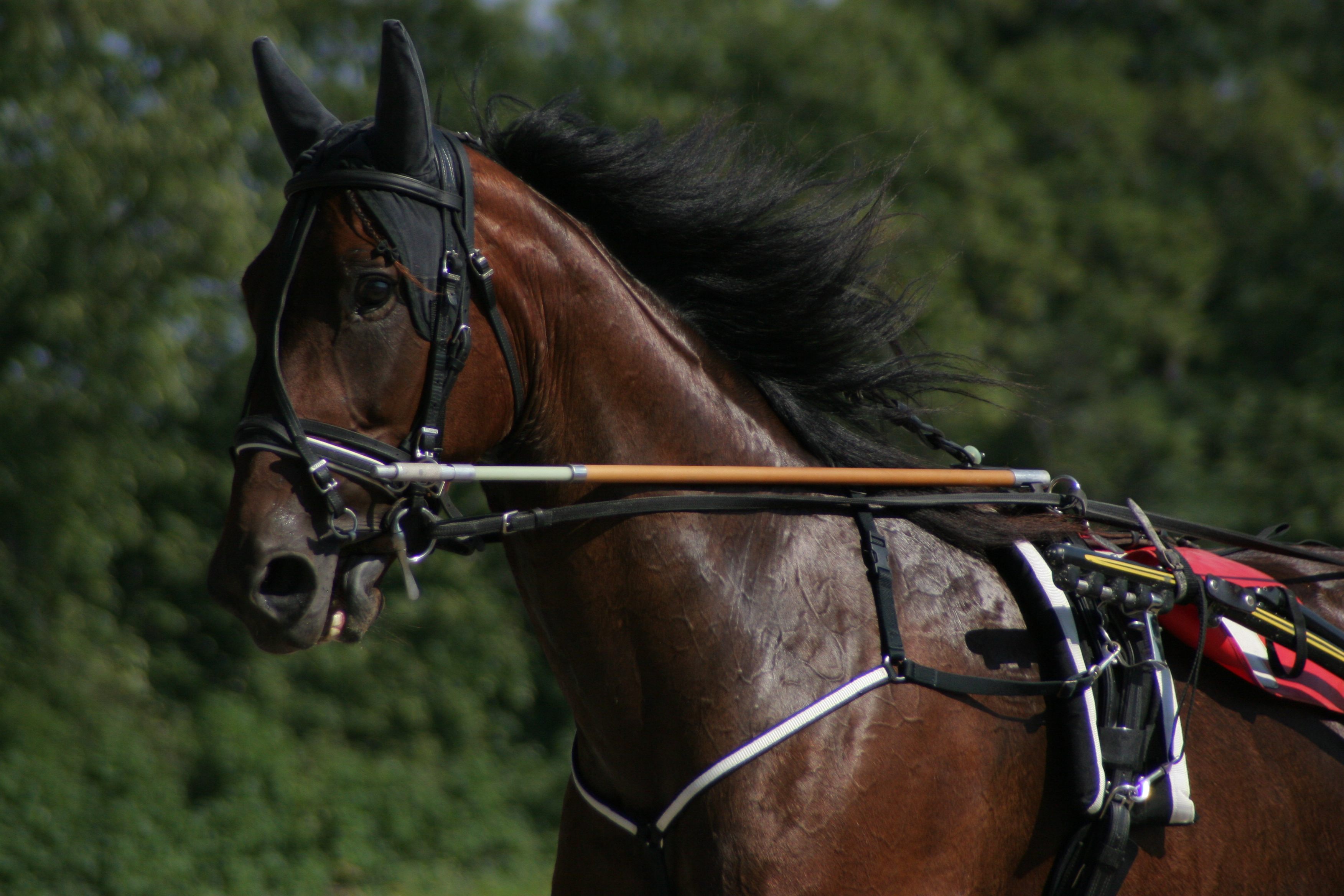
Barre de tête sur un trotteur allemand.

La barre de tête est une barre rigide reliant la sellette à la bouche du cheval, tout au long de l'encolure. Elle est utilisée pour canaliser les chevaux qui penchent dans l'effort ou tournent difficilement. Mal utilisée, elle produit l'effet inverse à celui recherché, si le cheval s'appuie dessus.

### Rênes et rondelles de mors à piquants, picots ou pointes
Il arrive qu'une ou plusieurs rênes soient pourvues de piquants doux ou rigides au niveau du point de contact avec l'encolure du cheval. Le même dispositif existe au niveau de la rondelle de mors.

### Anti-encapuchonneur
Pour les trotteurs qui rentrent la tête dans l'encolure (s'encapuchonnent), un anti-encapuchonneur écartant l'ouverture de la gorge est utilisé. Il en existe différents modèles, en bois, en métal ou en plastique. Celui en métal est une barre posée entre la barbe et le poitrail.

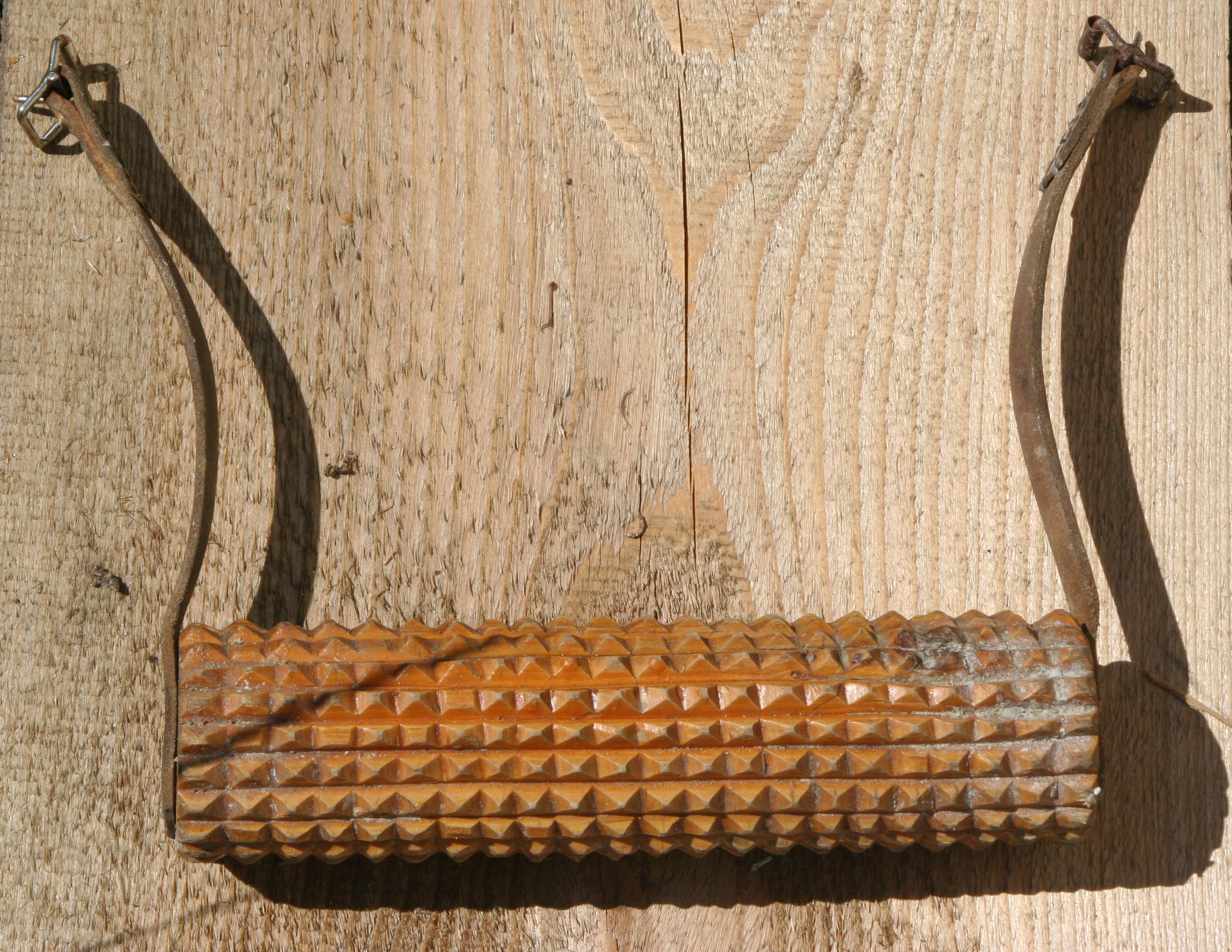
Anti-encapuchonneur en bois
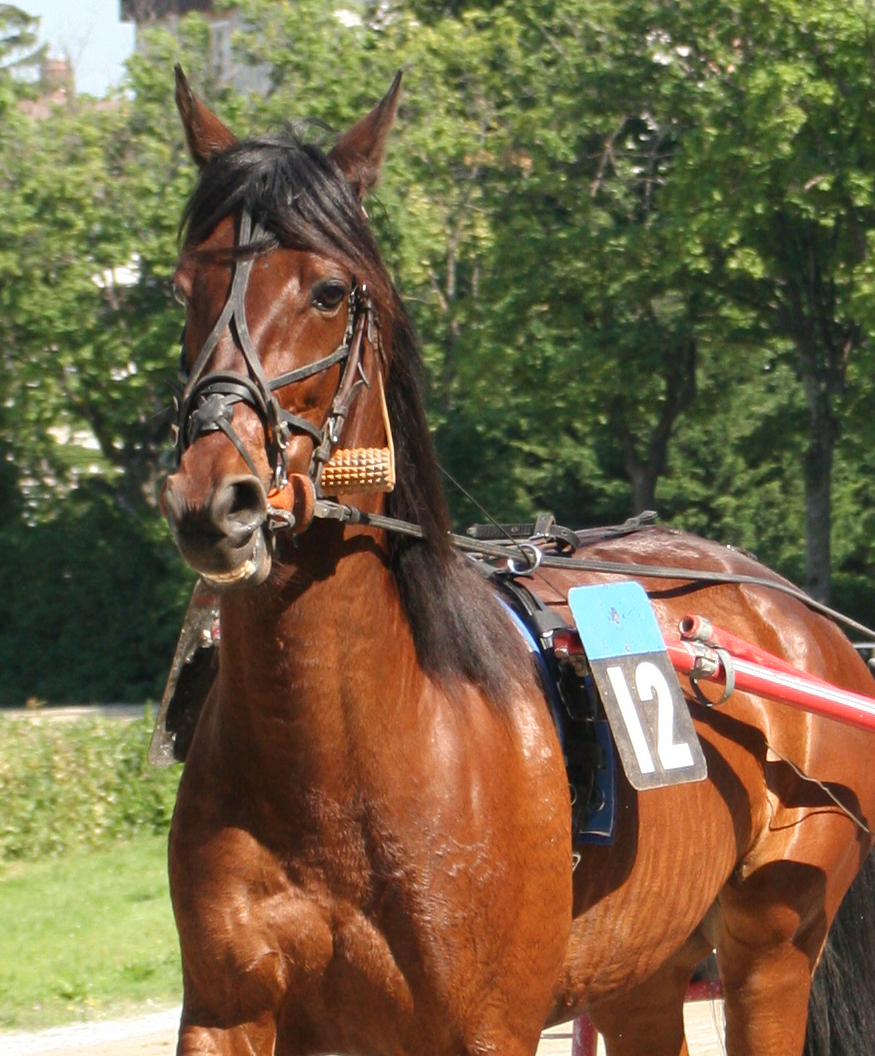
Trotteur allemand équipé d'un anti-encapuchonneur en bois
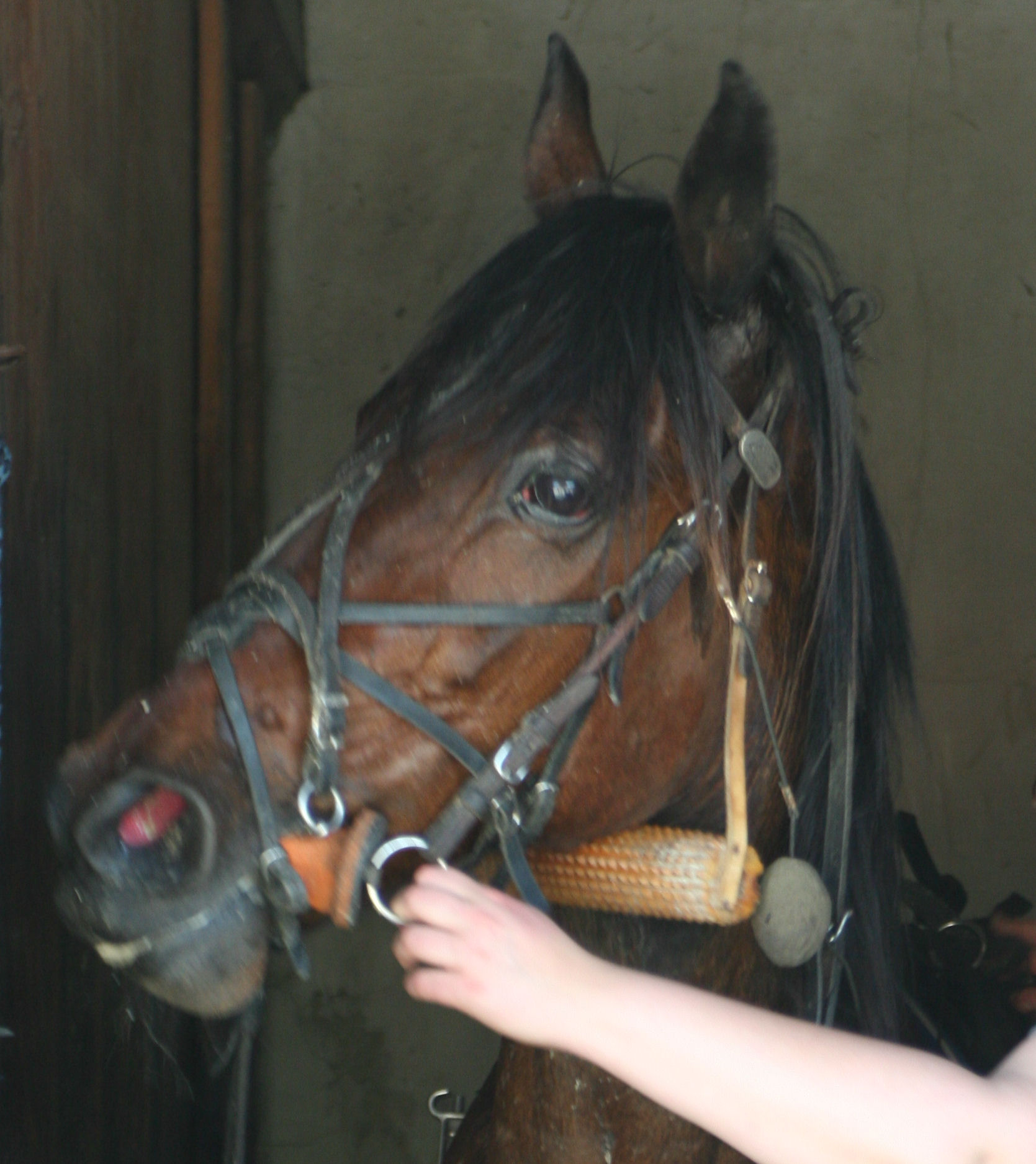
Trotteur allemand équipé d'un anti-encapuchonneur en bois

### Gestion des trotteurs croupionneurs
Les chevaux trotteurs qui croupionnent serrent très fort leur queue entre leurs cuisses, ce qui provoque des allures défectueuses. Cela est corrigé par la pose d'une croupière à tuyau sous la queue, ou par l'attache de la queue à l'un des brancards du sulky.

### Harnachement d'amble

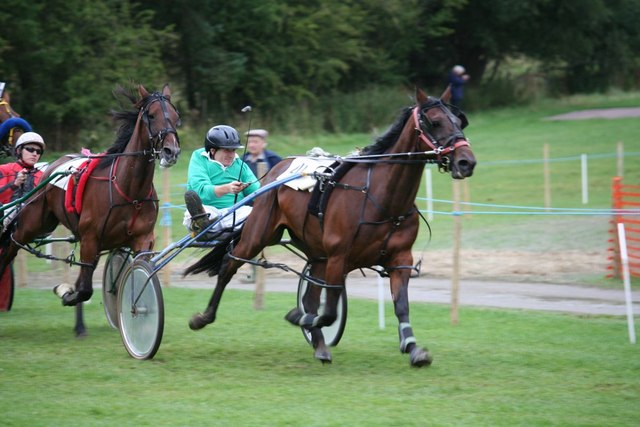
Pacing hobble sur des chevaux de course d'amble Standardbred américains.

Les trotteurs américains portent un artifice spécifique aux courses à l'amble (pacing hobble), reliant les deux membres du même côté, pour éviter que ces chevaux prennent le trot ou le galop.

## Autorisations légales
Depuis le 1er juillet 2019, les artifices suivants sont interdits en course de trot en France, d'après les nouvelles dispositions du code des courses : 
- piquants de rênes à pointes métalliques et/ou plastiques
- tout type de piquants sur une barre de tête
- tout type de piquants à enrouler
- brosse de bouche à pointes
- rondelle de mors à picots
- toute chaîne métallique, non recouverte, en contact direct avec le chanfrein
- anti-encapuchonneur en bois muni d'ergots